# 上海白公馆
上海白公馆（又称小白楼）位于中華人民共和國上海市长宁区虹桥路1390号。

## 历史
建于1930年，用地面积约1103平方米，建筑面积约674平方米，主体两层、局部三层砖木结构，风格为仿意大利文艺复兴时期风格，白公馆来源之一是双白：白崇禧与其子白先勇曾在此居住过，之二是外墙整体为灰白色，曾做为长江鲜餐厅经营。现列为上海市第四批优秀历史建筑